# Chiesa di San Maurizio (Faido)
La chiesa parrocchiale di San Maurizio è un edificio religioso che si trova a Chironico, frazione di Faido in Canton Ticino.

## Storia
La costruzione viene citata per la prima volta in documenti storici risalenti al 1219 e al 1227, anche se originariamente la dedica era a San Maurizio e a Sant'Eugenio di Milano. La chiesa sarebbe stata costruita a partire da un precedente edificio religioso risalente al X-XI secolo. Nel XVII secolo venne costruito il coro di forma poligonale, che nel 1790 venne modificato fino a raggiungere la forma semicircolare che mostra oggi. Nel 1741 venne costruita la copertura a botte della navata.

## Descrizione
La chiesa si presenta con una pianta a navata unica, terminante in una doppia abside. La navata è affiancata da due cappelle dedicate a Santa Caterina d'Alessandria e a Sant'Antonio abate. Nel 1861 vennero realizzati alcuni degli affreschi che ornano l'interno dell'edificio, per opera di Tommaso Calgari; la chiesa conserva però anche dipinti più antichi, tra cui alcuni del 1338 e altri del XV-XVI secolo.